# Obični matovilac
Obični matovilac (vrtni matovilac, lat. Valerianella locusta) je biljka iz roda matovilac (Valerianella) porodice kozokrvnica, nekada uključivana u vlastitu porodicu odoljenovki (Valerianeaceae). Prvi ju je opisao Linnaeus 1753. pod imenom Valeriana locusta. Postoje brojni sinonimi za nju i uključivana je u rodove Fedia, Locusta, Masema, Valeriana i na kraju u Valerianella.
Samonikli matovilac raste po livadama, voćnjacima i vinogradima a uzgajane sorte sade se po vrtovima te se koristi kao salata. Biljka je rasprostranjena je na cijeloj sjevernoj Zemljinoj polutci. 
Izvor je vitamina A, C, željeza i kalija i ima znatne količine magnezija, fosfora, kalcija, folne kiseline i vitamina B skupine. Popravlja krvnu sliku, potiče metabolizam i djeluje umirujuće na živčani sustav.

## Sinonimi
- Fedia caerulea Aitkin ex Eaton & Wright
- Fedia ecalyculata Stokes
- Fedia locusta (L.) Rchb.
- Fedia olitaria (L.) Vahl
- Fedia olitcria (L.) Mirb.
- Fedia paniculata Colla
- Fedia striata Steven
- Locusta communis Delarbre
- Masema olitorium (L.) Dulac
- Valeriana locusta L.
- Valeriana locusta var. olitoria L.
- Valeriana olitoria (L.) Willd.
- Valerianella locusta (L.) Betcke
- Valerianella lusitanica Pau ex Font Quer
- Valerianella olitoria (L.) Pollich

izvori za sinonime